# John Ailleston
John Ailleston (ou Ayleston) (fl. anos 1410) foi um cónego de Windsor de 1404 a 1405.

## Carreira
Ele foi nomeado:
- Prebendário da terceira bancada em St Stephen's, Westminster 1404-1414
- Vigário de Leverington, Cambridgeshire 1414
- Prefeitura do Newark College, Leicester 1405
- Reitor de Towcester 1408 - 1414
- Reitor de Stanwell, Middlesex 1408 - 1414
- Mestre do Hospital de Santa Maria, Chichester 1412
- Reitor de Worthen, Shropshire 1412
- Prebendário de Ely 1414

Ele foi nomeado para a sexta bancada na Capela de São Jorge, Castelo de Windsor em 1404 e ocupou a canonaria até 1405.